# جوي سفيد (باغستان)
جوي سفيد (بالفارسية: جوی سفید) هي قرية تقع في إيران في Baghestan Rural District. يقدر عدد سكانها بـ 349 نسمة بحسب إحصاء 2016.